# جوليس قروس
جوليس قروس (بالفرنسية: Jules Gros)‏
```
هو 
لغوي
 
فرنسي
، ولد في 
2 فبراير
 
1890
 في 
باريس
 في 
فرنسا
، وتوفي في 
25 ديسمبر
 
1992
 في 
Trédrez-Locquémeau
 
[الإنجليزية]
‏
 في 
فرنسا
.
```